# Conchos (Chihuahua)
Estación Conchos es una población del estado mexicano de Chihuahua, localizada en el municipio de Saucillo. Tuvo su origen como una estación del Ferrocarril Central Mexicano en su línea de México a Ciudad Juárez, logrando importancia al convertirse en la estación donde se embarcaban en el ferrocarril los minerales procedentes del cercano Mineral de Naica.